# Tango queer

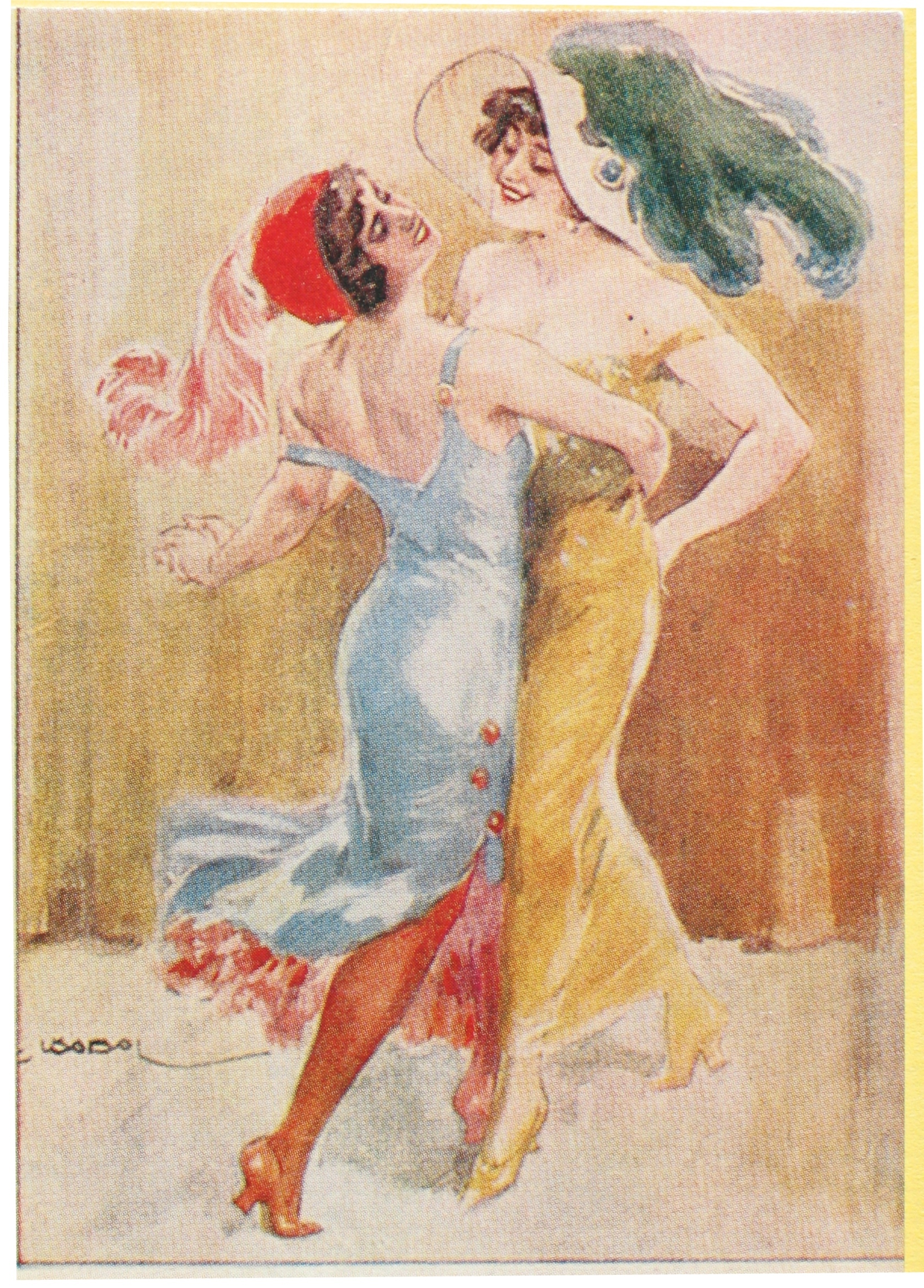
Tango queer, postal de 1920.

Tango queer es una forma de bailar el tango rioplatense fuera de las normas y códigos heteronormativos. En el Tango queer se experimenta el intercambio de roles de género, lo cual incluye parejas de baile del mismo sexo. El término queer, proveniente del inglés, designa en este contexto no solamente a la comunidad LGBT, sino también a todas las danzarinas y danzarines heterosexuales que se proponen bailar el tango sin que los roles estén fijos al sexo de quienes lo danzan. De esta manera se desarrolla una comunicación más abierta entre los bailarines.

## Los roles de género en el tango tradicional
El tango argentino ha sido retratado como uno de los sitios por excelencia del machismo y de la heteronormatividad:
"La danza del tango en su versión convencional parte de la premisa de que la pareja posee 'naturalmente' una forma 'hetero' y la posición en el baile se define según el género. […] Desde el pensamiento binario que establecía una asociación directa entre el sexo biológico, el género y la orientación sexual, lo masculino era concebido como lo activo, lo dinámico, lo enérgico, mientras que lo femenino se asociaba con lo pasivo, lo receptivo, lo doméstico, lo sacrificado. En el baile esto se expresaba en un vínculo y una plasticidad corporal que se regía por estos vectores: en la modalidad dominante, el varón asume un rol activo, protector y conductor frente a una mujer posicionada social y plásticamente como pasiva, protegida y conducida. Otras posiciones eran impensables en este esquema."
- Sofía Cecconi: Tango Queer: territorio y performance de una apropiación divergente
En la pareja varón-mujer tradicional del tango los roles de género están sexualmente definidos. El varón conduce a la mujer que baila con los ojos cerrados; "baila al piso", avanza, y practica movimientos abruptos como "sacadas", "paradas" o "arrastres" mientras proporciona a la mujer el apoyo para que ella no pierda su eje. La mujer, por el contrario, baila las figuras más suaves dibujando "ochitos" en la pista y dejando lucir adornos ("boleos") mientras camina hacia atrás en plena confianza.
El tango argentino es el baile de la improvisación y convencionalmente es el varón el coreógrafo espontáneo que compone la danza nuevamente en cada paso. El varón lleva a la mujer con una marcación clara y precisa, y la mujer se entrega.
En las milongas tradicionales es el varón quien invita a bailar a la mujer "cabeceándola".

## El intercambio de roles de género en el tangoqueer
La propuesta del tango queer es de olvidarse de los códigos heteronormativos y de abrir la posibilidad de elegir libremente el rol que uno desea ocupar, del mismo modo que el sexo de su pareja de baile. Así se forman parejas de baile mujer-hombre, mujer-mujer, varón-varón. En la danza 'queer', a través del intercambio de roles, se exploran los repertorios de los géneros independientemente del sexo biológico.
La movida del Tango Queer no crea solamente un espacio en el tango para parejas
gay, lesbiana, transexual o intersexual, sino también abre un espacio de tango liberado que permite explorar distintas formas de comunicación entre quienes lo danzan. El Tango Queer invita igualmente a las parejas heterosexuales a invertir los repertorios de género: las mujeres aprenden la técnica de conducir y los hombres mejoran su sensibilidad bailando la parte convencionalmente 'femenina'. Sofía Cecconi describe esa inversión de roles de género en una pareja heterosexual que veía bailar en una Milonga Queer:
"Sentada en una de las mesas que rodeaban la pista de baile de la milonga queer, observé que una pareja de conformación 'hetero' comenzaba a bailar un tango, ocupando los roles tradicionalmente asignados a cada uno: el varón conducía, la mujer era guiada.[…]Con el cambio del abrazo, se invirtieron los roles.[...]El brazo derecho del varón –y no el de la mujer– pasó a estar extendido, tomando la mano izquierda de su compañera, y su brazo izquierdo se posó en el brazo derecho de ella, descansando su mano sobre el hombro correspondiente. Así, ella pasó a ocupar la posición tradicionalmente considerada 'masculina' y él comenzó a dejarse llevar siguiendo las indicaciones que ella le iba marcando, una posición netamente femenina desde el punto de vista tradicional. Caminaron por la pista, abrazados, retrocediendo él, avanzando ella. En un momento, ella detuvo el paso, y él aprovechó la pausa para dibujar un ocho hacia delante.[…]Ella ocupaba el rol de guía con solvencia y naturalidad. El, en cambio, demostraba una habilidad propia de 'principiante', como si no tuviera tan incorporado el repertorio de movimientos asociados a la nueva posición que ocupaba."
Este juego de intercambio de roles sexuales en el baile incita a las danzarinas y los danzarines a reflexionar sobre el tema sexo (biológico) y género (sociológico).

## Historia del movimiento Tangoqueer
El tango como danza se creó a finales del siglo XIX entre hombres, y por hombres que bailaban con otros hombres en las calles y en burdeles:
"La sociedad en la cual se comienza a bailar tango era mayoritariamente masculina (el 70%), por la tanto, a la luz pública se bailaba entre parejas de hombres únicamente, ya que la iglesia aplicaba su moralismo y no permitía la unión de un hombre y una mujer en esta clase de baile. […] El tango en antaño lo bailaban eran los hombres, no lo bailaban hombre y mujer, porque eso era prohibido por la ley. [...] El Papa Pío X lo proscribió, el Káiser lo prohibió a sus oficiales."
- Juliana Hernández Berrío: El Tango nació para ser bailado.
A comienzos de la década de 1910 el tango se conoció en Europa y se puso de moda en París como baile de pareja varón-mujer, pero en un estilo más 'decente', sin 'cortes y quebradas'. Postales históricas de los años 1920/1920 muestran igualmente imágenes de mujeres bailando el tango entre ellas. Pero estas postales vienen de los cabarés de París y tienen un acento masculino y voyeur:
"Por un lado, los escarceos sáficos o el abierto lesbianismo tienen valedoras individuales y círculos de lustre artístico o intelectual donde es plenamente admitido. Por otro, los cabarés con su obvia función de escapismo sexual encuentran su sitio en la sociedad. De ambas fuentes, la imagen del tango entre mujeres beberá y de ambas nos llegan algunas imágenes que lo representan.
- J. Alberto Mariñas: Ellas bailan solas...
Una vez aceptado por la sociedad francesa, se olvidó la mala fama del tango en Buenos Aires, en Montevideo. Hombres y mujeres podían bailar juntos en milongas públicas, en salones. No obstante, la alta sociedad rioplatense rechazó el baile de origen entre parejas del mismo sexo y a partir de ahora el tango se danzaba casi únicamente en parejas de varón-mujer hasta el final del siglo XX.
La recién nacida movida del Tango Queer reanuda esta manera históricamente originaria de bailar el tango entre personas del mismo sexo. Este movimiento nació en Alemania a fines del año 2000. Fueron las bailarinas Marga Nagel y Ute Walter quienes realizaron en Hamburgo el Primer Festival Internacional de Tango Queer que se organiza todos los años.
En el año 2006 se utiliza por primera vez el término "tango queer" en Buenos Aires para denominar una práctica devenida luego milonga, organizada por la profesora y bailarina Mariana Docampo. En el año 2007 Mariana Docampo, Roxana Gargano y Augusto Balizano organizan el primer Festival Internacional de Tango Queer de Buenos Aires que sigue funcionando actualmente año tras años (www.festivaltangoqueer.com.ar), con gran repercusión del público de todas partes del mundo. A partir de ese momento comienzan a organizarse festivales en distintas ciudades de Europa y América: Estocolmo, Copenhague, Oslo, Berlín, México DF, San Francisco, Nueva York, y aparecieron clases y talleres de tango queer en todas partes del mundo.